# WTA New Jersey 1979
Il WTA New Jersey 1979 è stato un torneo di tennis giocato sul cemento. È stata la 2ª edizione del torneo, che fa parte del WTA Tour 1979. Si è giocato a Bergen County negli USA dal 20 al 26 agosto 1979.

## Campionesse

### Singolare
Chris Evert ha battuto in finale  Tracy Austin con il punteggio di 6–7, 6–4, 6–1

### Doppio
Tracy Austin /  Betty Stöve hanno battuto in finale  Mima Jaušovec /  Regina Maršíková con il punteggio di 7–6, 2–6, 6–4